# سدریک سورئندو
سدریک سورئندو (فرانسوی: Cédric Sorhaindo‎؛ زادهٔ ۷ ژوئن ۱۹۸۴) بازیکن هندبال اهل فرانسه است.
وی همچنین برندهٔ جوایزی همچون لژیون دونور (شوالیه) شده‌است.
از باشگاه‌هایی که در آن بازی کرده‌است می‌توان به باشگاه هندبال بارسلونا اشاره کرد.